# Histoire de la merde
Histoire de la merde est un livre paru en 1978 et écrit par le psychanalyste et écrivain français Dominique Laporte.
Il a été traduit en anglais par Nadia Benabid et Rodolphe el-Khoury en 1993, traduction éditée par MIT Press.